# NGC 1786
NGC 1786 (другое обозначение — ESO 56-SC39) — шаровое скопление в созвездии Золотой Рыбы, расположенное в Большом Магеллановом Облаке.
Этот объект входит в число перечисленных в оригинальной редакции «Нового общего каталога».
В скоплении было идентифицировано 65 переменных звёзд, 53 из них принадлежат к типу RR Лиры, 3 являются классическими цефеидами, 1 цефеида типа II, 1 аномальная цефеида, 2 затменные двойные, 3 типа Дельты Щита, тип остальных 2 звёзд не идентифицирован.